# Rodijelj (Republika Serbska)
Rodijelj (cyr. Родијељ) – wieś w Bośni i Hercegowinie, w Republice Serbskiej, w gminie Foča. W 2013 roku liczyła 29 mieszkańców.